# Гост из Париза — Жан Клод Паскал
„Гост из Париза — Жан Клод Паскал” је југословенски ТВ филм из 1965. године.

## Улоге
| Глумац          | Улога |
| --------------- | ----- |
| Жан Клод Паскал | Лично |